# Psagot
Psagot (en hebreu: פסגות) és un poble i un assentament isrelià en la Palestina ocupada. Psagot és la capital del consell regional de Matte Binyamin en l'Àrea de Judea i Samaria, està situat al nord de Jerusalem i prop de l'assentament de Kochav Yaakov. Va ser fundat en 1981. En 2015 tenia una població de 1.902 habitants.

## Toponímia
El nom Psagot va ser proposat per un dels primers residents, Moshe Bar-Asher, un professor i cap de l'Acadèmia de la Llengua Hebrea. Psagot expressa l'esperança de que el nou poble aconsegueixi establir-se en l'assentament i en l'estudi de la Torà. El nom també es refereix a la ubicació de Psagot en el cim de la Muntanya Tawil.

## Història
El nom àrab del pujol és Jabel Tawil (la muntanya llarga). L'àrea era coneguda com el pujol kuwaití degut als nombrosos visitants del Golf Pèrsic que feien caminades en la zona. En 1964, part de la terra va ser comprada pel municipi de Jerusalem per al desenvolupament turístic. Després de la Guerra dels Sis Dies, tornaria a estar sota domini israelià després de segles d'ocupació. En juliol de 1981, Wallerstein va traslladar la seu del consell de Benjamí al pujol, que estava ocupat per una base d'intel·ligència militar. 5 famílies del barri de Beit VeGan de Jerusalem s'instal·larien en el indret, i un any més tard, se'ls uniria un grup de la ieixivà Kerem B'Yavneh.

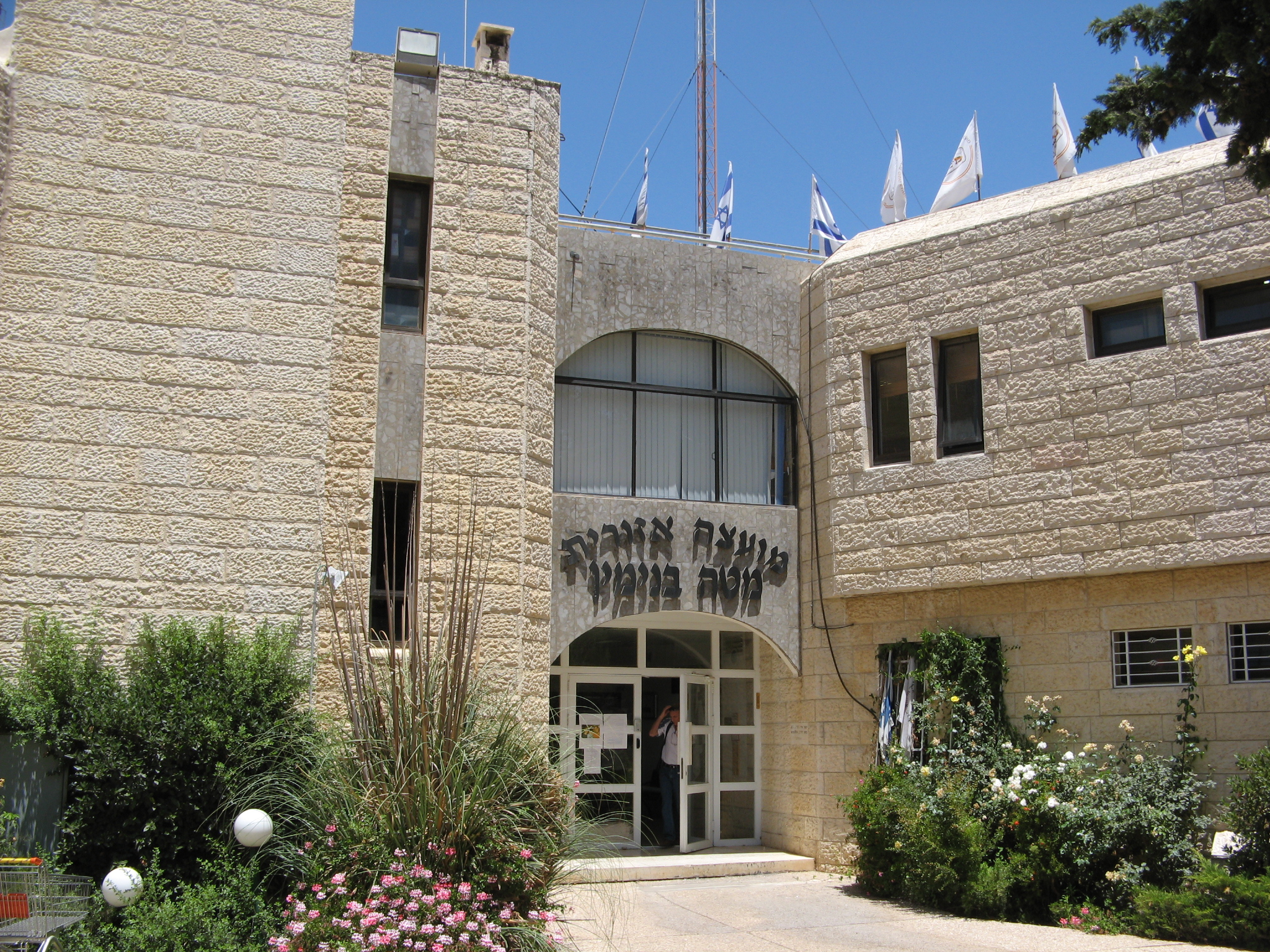
Entrada del consell regional de Matte Binyamin, a Psagot.